# Gift (Album)
Gift ist das erste Soloalbum von Bizzy Montana. Es erschien am 31. März 2012 über die Labels Freunde von Niemand und Wolfpack Entertainment. Der Vertrieb erfolgt über Soulfood.

## Titelliste
1. Gift – 2:21
2. Alles beim Alten – 4:03
3. Kopfkino  – 3:50
4. Fliegen Lernen – 3:22
5. Bozz im Bizz – 2:43
6. Stress – 3:17
7. Die Perfekte Welle – 3:27
8. Was du willst – 4:00
9. 100.000 Kilometer (feat. Jonesmann) – 3:29
10. Bei mir – 3:34
11. Engel – 3:52
12. Um sich selbst – 3:59
13. Alles kaputt?(Ich nein, R!) – 3:28
14. 2 Seiten (feat. Moe Phoenix) – 3:52
15. Outro – 2:38

## Illustration
Auf dem Cover ist eine Gasmaske abgebildet, im Hintergrund ist ein Bild von Bizzy Montana zu sehen. Farblich ist das Cover eher dunkel in giftgrünen Tönen gehalten.

## Erfolg
Das Album stieg in der ersten Woche auf Platz 32 der Deutschen, auf Platz 37 der Österreichischen und auf Platz 63 Der Schweizer Charts ein. Es konnte sich in allen drei Ländern eine Woche lang halten.
Nach Aussage von Bizzy Montanas Manager Hadi El-Dor verkaufte sich das Album in der ersten Woche rund 4000 Mal.

## Gastauftritte
Auf dem Album sind insgesamt nur zwei Features vertreten, da Bizzy Montana ausschließlich sich selbst als Rapper auf dem Album präsentieren wollte. Deshalb sind die Gastauftritte lediglich Gesangseinlagen in den Hooks. Im Song 100.000 Kilometer ist Jonesmann vertreten, auf 2 Seiten tritt Moe Phoenix auf.

## Kritiken
Die Kritiken von Gift fielen meist positiv aus. Die Internetseite rappers.in schrieb:
„Gift ist nicht mit der allgemeinen Definition eines Toxikums vergleichbar. Wird man erst einmal von seinem Rap infiziert, bedeutet das nicht, dass man geschwächt wird. Das Album hat zwar eine eher negative Grundstimmung und klingt düster, aber insgesamt schaffen es die Texte, eine positive Botschaft zu übermitteln. So bildet das Album summa summarum ein Gegengift für das "Gift" des Alltags und man fühlt sich nach dem Hören gestärkt und ermutigt.“ Bewertung: 4 von 6 Punkten.
Auch Backspin.web bewertete das Album überwiegend positiv: „Schwächen zeigen sich während der gesamten Spielzeit so gut wie gar nicht bzw. werden gekonnt überspielt.“ oder „[...]Ergo lässt sich „Gift“ als überdurchschnittlich gutes Album bezeichnen[...]“ Bewertung: 4 von 5 Punkten.